# Bergö, Malax
Bergö är en ö och en tidigare kommun i Malax skärgård i Österbotten. Bergö har cirka 480 invånare. Bergö ligger fågelvägen 25 kilometer sydväst om Vasa, längs landsväg är avståndet ungefär 60 kilometer. Kommunen slogs ihop med Malax 1 januari 1973. Bergö kommun var enspråkigt svensk och än idag är befolkningen på ön nästan helt svensktalande; där talas en skild dialekt som kallas Bergödialekt.
Fiske och sjöfart har traditionellt varit det som öborna livnärt sig på, idag är det dock mångsyssleri tillsammans med pendlande till fastlandet som gäller.
På ön finns en butik, dagis, lågstadieskola, äldreboende, hembygdsmuseum och kyrka, och flera aktiva föreningar.
På hösten ordnas en årlig skärgårdsmarknad. Till Bergö kommer man med vajerfärja, vilket tar 10 minuter. Bergö har haft färjeförbindelse sedan 1962.

## Namnet
Bergö hette Vargö fram till 1830 då namnet ersattes av Bergö. Namnet Vargö finns dokumenterat bland annat 1546 (Wargö) och 1552 (Vargöö). Ön har även kallats Ulvön tidigare. På finska användes även formen Susiluoto (Ulvön) i slutet av 1800-talet och början av 1900-talet.